# دوماجی، کوئینزلند
دوماجی  (به انگلیسی: Doomadgee) یک شهر و منطقه‌ای در بخش بومیان دوماجی ، کوئینزلند ، استرالیا است.   این جامعه که عمدتاً بومی هستند ، در حدود ۱۴۰ کیلومتر (۸۷ مایل) از مرز قلمرو شمالی و ۹۳ کیلومتر (۵۸ مایل) در غرب بورکتاون. این سکونتگاه با تأسیس هیئت مذهبی دوماجی در سال ۱۹۳۳ آغاز شد که در سال ۱۹۳۶ از بیلی پوینت به رودخانه نیکلسون نقل مکان کرد. در  سرشماری ۲۰۲۱، محله دوماجی جمعیتی بالغ بر ۱۳۸۷ نفر داشت.

## تاریخ

### مردم بومی
وانی و گنگالیدا (یوکولتا) مردمان شناخته شده استرالیایی بومی هستند که صاحبان سنتی برای منطقه اطراف دوماجی هستند. از نظر تاریخی، گاداوا، مردم لاردینگا، مردیل، ماردیلدا، مینگندا و گاراوا گروه‌هایی در آن منطقه ساکن شده یا از آن عبور کرده‌اند.
زبان وانیی (همچنین با نام‌های وانیی، وانیی، وانگی، وانیی، گاراوا و وانجی شناخته می‌شود) یک زبان بومی استرالیایی از کشورهای خلیج فارس است.  منطقه زبانی شامل بخش‌های غربی لان هیل کریک و رودخانه نیکلسون، از حدود مرز بین قلمرو شمالی و کوئینزلند، به سمت غرب به سمت ایستگاه الکساندریا، دوماجی و رودخانه نیکلسون است.  این شامل منطقه دولت محلی شایر دوماجی می‌شود. یوکولتا (همچنین با نام Ganggalida شناخته می‌شود) همچنین در کشورهای خلیج فارس، از جمله در دوماجی و مورنینگتون شایر، صحبت می‌شود.

### سکونت اروپایی‌ها
از اواخر قرن نوزدهم، اروپایی‌ها شروع به سکونت در این منطقه کردند و تأثیر زیادی بر زندگی مردم بومی گذاشتند. درگیری‌هایی رخ داد، همانطور که در جاهای دیگر جنگ‌های مرزی استرالیا اتفاق افتاد. پلیس بومی، که مردم محلی به عنوان "یابایری" شناخته می‌شدند، در "خاموش کردن تالاب" که در رودخانه نیکلسون در حدود ۲۶ کیلومتر قرار داشت، مستقر شدند. غرب محل امروزی دوماجی، در سال ۱۸۸۹. پیش از این، پلیس بومی از سال ۱۸۷۸ در مکانی در کارل کریک، در جنوب، مستقر بود.
محافظ بومیان در ۳۰ آوریل ۱۹۳۶، تحت «قانون حمایت و محدودیت فروش تریاک بومیان ۱۸۹۷» منصوب شد، که به موجب آن مردم بومی و جزیره‌نشینان تنگه تورس قیموم ایالت شدند.  این نهادِ حامی، زندگی بومیان کوئینزلند را کنترل می‌کرد تا اینکه «قانون امور بومیان و جزایر تنگه تورس ۱۹۶۵» در ۲۸ آوریل ۱۹۶۶ لازم‌الاجرا شد و اداره امور بومیان و جزایر ایجاد شد و هر منشی دادگاه در ایالت به یک افسر ناحیه تبدیل شد.

### مأموریت دوماجی (۱۹۳۳–۱۹۸۳)

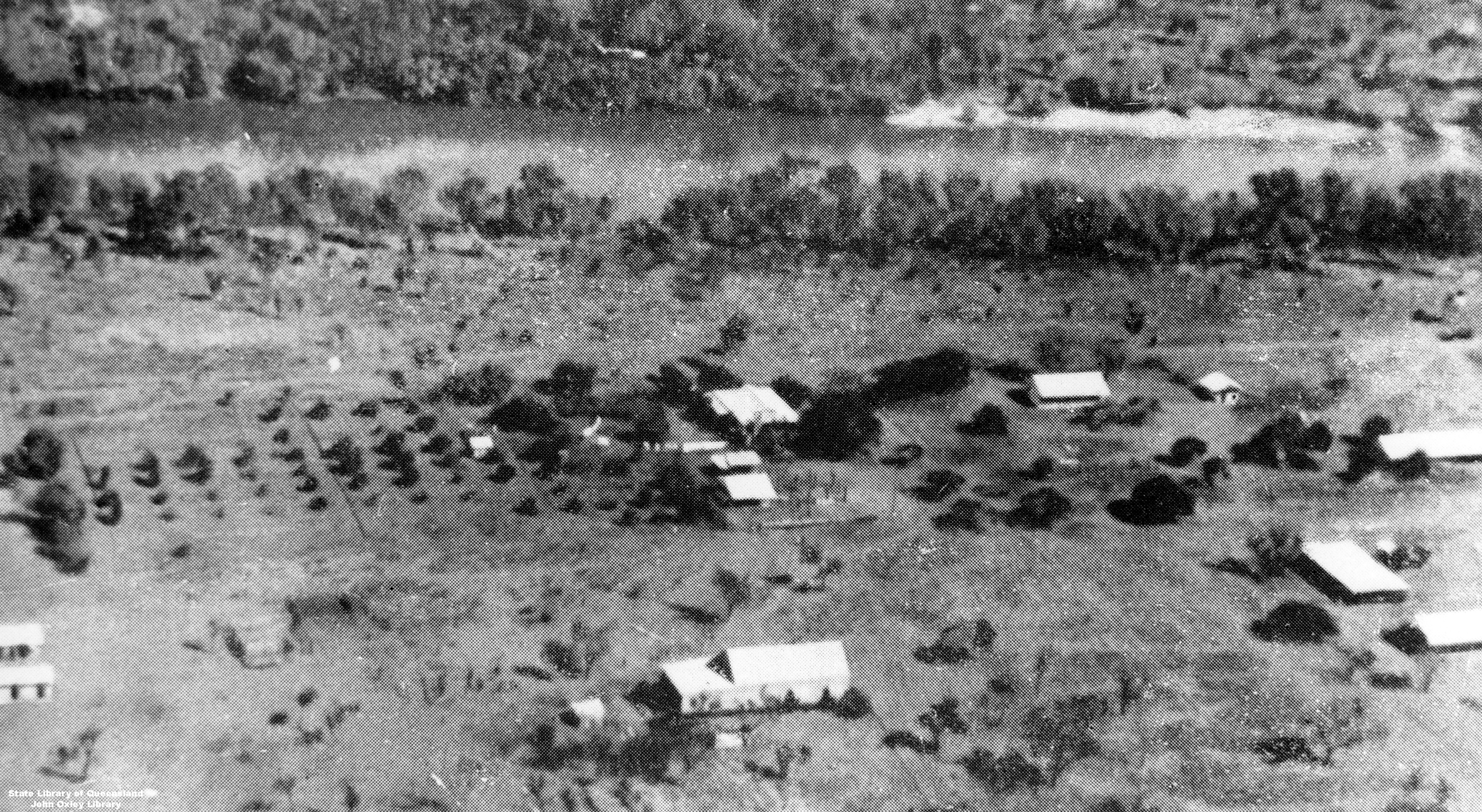
نمای هوایی از ماموریت دوماجی، ۱۹۵۰ (SLQ)

ماموریت دوماجی، که در اصل با نام دوماجی شناخته می‌شد (نامی که از یک تپه شنی ساحلی که توسط مردم گنگالیدا به نام دوماجی شناخته می‌شد، گرفته شده است)، در بیلی پوینت (۱۶°۵۵′۰۰″جنوبی ۱۳۹°۰۲′۰۰″شرقی / ۱۶٫۹۱۶۷°جنوبی ۱۳۹٫۰۳۳۳°شرقی) تأسیس شد در خلیج کارپنتاریا در سال ۱۹۳۳، از جمله مدرسه ماموریت دوماجی. در سال ۱۹۳۰، یک خانه تبلیغی برای کودکان بومی در برک‌تاون توسط لن و دوروتی آکهرست، اعضای برادران آزاد، تأسیس شد و این خانه چند سال بعد، به درخواست بومیان، به محل جدید دوماجی (که بعداً با نام مأموریت اولد دوماجی شناخته شد) منتقل شد. اکثر ساکنان اولد دوماجی اهل برک‌تاون و از مردم گنگالیدا و گاراوا بودند. در ابتدا دختران در یک خانه و پسران در چادر زندگی می‌کردند، اما خوابگاه‌ها به مرور زمان ساخته شدند. پسران و دختران در خانه‌های جداگانه زندگی می‌کردند  خوابگاه‌ها. خانواده آکهرست در سال ۱۹۳۵ به سیدنی بازگشتند.
پس از انتصاب محافظ (آوریل ۱۹۳۶)، این مأموریت به عنوان منطقه حفاظت‌شده بومیان (تحت حمایت کلیسا) که توسط یک محافظ محلی اداره می‌شود، طبقه‌بندی شد.
در سال ۱۹۳۶، پس از آنکه محل ساحلی هیئت توسط طوفان ویران شد، جامعه و خوابگاه‌ها به رودخانه نیکلسون، معروف به "دوماجی جدید" منتقل شدند.  در آن زمان حدود ۵۰ کودک و ۲۰ بزرگسال در آنجا زندگی می‌کردند، اما جمعیت به زودی در دهه‌های ۱۹۳۰ و ۱۹۴۰ افزایش یافت، زمانی که دولت کوئینزلند بسیاری از خانواده‌های بومی را از ایستگاه‌های دامداری اطراف، از جمله وستمورلند، لان هیلز و گرگوری داونز، خارج کرد.  سوابق رسمی بیش از ۸۰ مورد جابجایی بین سال‌های ۱۹۳۵ تا ۱۹۵۷ را نشان می‌دهد (و قبل از تأسیس مأموریت دوماجی، بسیاری از کودکان بومی منطقه به مأموریت جزیره مورنینگتون و سایر مأموریت‌ها و ذخیره‌گاه بومیان در جنوب منتقل شدند). عکسی که توسط آرشیو ایالت کوئینزلند گرفته شده و حدود سال ۱۹۴۰ گرفته شده است، حدود ۸۰ کودک را در این مأموریت نشان می‌دهد و سوابق رسمی از وجود حدود ۱۰۰ کودک در سال ۱۹۴۹ خبر می‌دهند.
محل سکونت مأموریت شامل یک بیمارستان، یک مدرسه، یک محل گاوداری که شامل اسب‌ها نیز می‌شد، و یک باغ ۲۶-هکتار (۶۵-جریب-فرنگی) بود. با این حال، گزارش‌های دولتی مربوط به سال‌های ۱۹۴۹ و ۱۹۵۰ نشان می‌دهد که هیچ ساختمان مدرسه‌ای وجود نداشته و کلاس‌ها در خوابگاه‌ها برگزار می‌شد.
ساکنان اینجا تحت نظارت دقیق و پایبندی کامل به سبک زندگی مسیحی بودند، و دختران فقط اجازه داشتند سرودهای مذهبی را به عنوان سرگرمی بخوانند. شرایط دشوار بود و شیوه‌های هیئت تبلیغی در یک گزارش دولتی در سال ۱۹۵۰ مورد انتقاد قرار گرفت. همه کودکان بالای شش سال در خوابگاه‌ها زندگی می‌کردند؛ پسران در حدود ۱۴ سالگی خوابگاه را ترک می‌کردند تا به کارهای ایستگاه بپردازند، در حالی که دختران در کارهای خانه آموزش می‌دیدند و اغلب تا زمان ازدواج در خوابگاه‌ها می‌ماندند.  در اواخر دهه ۱۹۵۰، بسیاری از ساکنان آنجا را ترک کردند و به مأموریت جزیره مورنینگتون نقل مکان کردند، جایی که در این زمان به خانواده‌ها اجازه داده شد تا با هم بمانند. گزارش برادران باز در سال ۱۹۵۸ نشان داد که حدود ۱۱۵ کودک ۶ تا ۲۰ ساله تحت مراقبت آنها بودند.
در طول دهه ۱۹۶۰، دختران مجرد مسن‌تر شروع به بازگشت به والدین خود کردند. خوابگاه دختران در سال ۱۹۶۴ بازسازی شد، در سال ۱۹۶۵ هنوز ۳۵ پسر و ۲۳ دختر در مأموریت زندگی می‌کردند و در سال ۱۹۶۸ حداقل پنج کودک هنوز در یک خوابگاه زندگی می‌کردند. از ۲۸ آوریل ۱۹۶۶، وزارت امور بومیان و جزایر مسئول مأموریت شد. در سال ۱۹۶۹، دولت کوئینزلند به عنوان متولی منطقه حفاظت‌شده‌ای که مأموریت در آن واقع شده بود، منصوب شد و پس از ادامه انتقادات از شرایط در  این مأموریت، در اوت ۱۹۸۳ کنترل اداری را از برادران گرفت. دقیقاً مشخص نیست که آخرین فرزندان چه زمانی خوابگاه‌ها را ترک کردند. با این حال، فهرست مطالب کتابی از پسر آکهرست، ویک، نشان می‌دهد که بخش ۵ به دهه ۱۹۷۰ اختصاص دارد و عنوان بخشی «چهار سال آخر به عنوان یک مأموریت - ۱۹۸۰ تا ۱۹۸۳» است. کتابخانه ملی استرالیا یک ضبط صدا از مصاحبه‌ای از گوئندا دیوی با ویک آکهرست درباره والدینش دارد که در سال ۲۰۰۳ انجام شده و به صورت آنلاین در دسترس است، به همراه متن کامل.
مدرسه ماموریت دوماجی که در سال ۱۹۳۳ تأسیس شد، در سال ۱۹۷۰ به مدرسه محلی دوماجی تبدیل شد. در سال ۱۹۷۵، تحت کنترل دولت کوئینزلند اداره آموزش و پرورش قرار گرفت و به مدرسه ایالتی دوماجی تبدیل شد.
دو ساختمان خوابگاه هنوز باقی مانده‌اند: خوابگاه دختران و خوابگاه پسران در آن سوی جاده.  یک خوابگاه در سال ۲۰۰۳ در اثر آتش‌سوزی ویران شد.

### اواخر قرن بیستم – قرن بیست و یکم
اداره پست دوماجی در ۲ ژانویه ۱۹۶۹ افتتاح شد.
از ژانویه ۲۰۰۷، به شورای بومیان منطقه دوماجی در این منطقه، وضعیت کامل منطقه داده شد.

## جمعیت‌شناسی
دوماجی عمدتاً یک جامعه بومی است.
در سرشماری ۲۰۱۱، شهر دوماجی جمعیتی بالغ بر ۱۲۵۸ نفر داشت.
در سرشماری ۲۰۱۶، محله دوماجی جمعیتی بالغ بر ۱۴۰۵ نفر داشت.
در سرشماری ۲۰۲۱، منطقه دوماجی جمعیتی بالغ بر ۱۳۸۷ نفر داشت.

## حکومت
در ۲۱ مهٔ ۱۹۸۷، منطقه حفاظت‌شده بومیان از دولت کوئینزلند به سرپرستی شورای بومیان دوماجی، تحت سند اعطای کمک مالی (داگیت) منتقل شد.
در ۱ ژانویهٔ ۲۰۰۵، شورای بومیان دوماجی به شورای منطقه بومیان دوماجی تبدیل شد. دوماجی در منطقه بومیان دوماجی واقع شده است، در حدود ۱۴۰ کیلومتر از مرز قلمرو شمالی و ۹۳ کیلومتر در غرب برکتاون واقع شده است.

## آموزش
مدرسه ایالتی دوماجی یک مدرسه دولتی ابتدایی و متوسطه (دوران کودکی-۱۰) برای پسران و دختران در جاده گودیداوا است (۱۷°۵۶′۳۱″جنوبی ۱۳۸°۴۹′۴۰″شرقی / ۱۷٫۹۴۲۰°جنوبی ۱۳۸٫۸۲۷۷°شرقی). در سال ۲۰۱۷، این مدرسه ۳۲۵ دانش‌آموز، ۳۵ معلم و ۱۰ کادر غیر آموزشی (معادل ۷ نفر تمام وقت) ثبت‌نام کرده بود. این شامل یک برنامه آموزش ویژه (پیش‌دبستانی-۱۰) است.

## امکانات بهداشتی
بیمارستانی به نام یلا گوندگیمارا/ بیمارستان دوماجی وجود دارد که تا تاریخ ۲۰۲۱ در حال نصب شش صندلی دیالیز است، اما کیفیت آب هنوز برای عملکرد آنها به اندازه کافی خوب نیست. لوله‌کشی و تصفیه ویژه برای تأمین آب با کیفیت خاص جهت استفاده در فرآیند همودیالیز، که افراد مبتلا به مشکلات کلیوی را درمان می‌کند، ضروری است. تا زمان تکمیل این واحد، بیماران باید برای دریافت درمان به مونت ایسا یا تاونزویل سفر کنند یا نقل مکان کنند. در سال ۲۰۲۲، چهار گوشه تحقیقاتی را در مورد پیامدهای نامطلوب سلامت در جامعه، از جمله میزان بسیار بالاتر بیماری روماتیسمی قلب نسبت به جامعه گسترده‌تر استرالیا، رهبری کرد.